# Barleeia
Genre
Synonymes
- Barleia[1]

Barleeia est un genre de mollusques gastéropodes de la famille des Barleeiidae. L'espèce-type est Barleeia unifasciata.

## Liste d'espèces
Selon World Register of Marine Species (30 octobre 2017) :
- Barleeia aemilii Gofas, 1995
- Barleeia albicolor Rolán & Gori, 2014
- Barleeia alderi (Carpenter, 1857)
- Barleeia annamitica (Dautzenberg & Fischer, 1907)
- Barleeia bentleyi Bartsch, 1920
- Barleeia bifasciata (Carpenter, 1856)
- Barleeia caffra (Sowerby III, 1897)
- Barleeia cala (E. A. Smith, 1890)
- Barleeia calcarea Kay, 1979
- Barleeia californica Bartsch, 1920
- Barleeia carpenteri Bartsch, 1920
- Barleeia chefiae Gofas, 1995
- Barleeia chrysomela Melvill & Standen, 1896
- Barleeia cinguloides Gofas, 1995
- Barleeia congenita E. A. Smith, 1890
- Barleeia coronadoensis Bartsch, 1920
- Barleeia creutzbergi (De Jong & Coomans, 1988)
- Barleeia ephamilla (E. A. Smith, 1890)
- Barleeia fuscaexigua Rolán & Gori, 2014
- Barleeia fuscopicta (E. A. Smith, 1890)
- Barleeia gougeti (Michaud, 1830)
- Barleeia gursi Lozouet, 2015 †
- Barleeia haliotiphila Carpenter, 1864
- Barleeia juliae Rolán & Swinnen, 2004
- Barleeia lindae Rolán & Swinnen, 2004
- Barleeia malgascia Cecalupo & Perugia, 2009
- Barleeia meiauhana Ladd, 1966 †
- Barleeia meridionalis Ponder & Worsfold, 1994
- Barleeia mexicana Rolán & Crúz-Abrego, 1998
- Barleeia microthyra Martens, 1880
- Barleeia multicolor Rolán & Gori, 2014
- Barleeia oldroydi Bartsch, 1920
- Barleeia orcutti Bartsch, 1920
- Barleeia paupercula (C. B. Adams, 1852)
- Barleeia pervulgata Gofas, 1995
- Barleeia picta Gofas, 1995
- Barleeia polychroma (de Folin, 1870)
- Barleeia procera Rolán & Gori, 2014
- Barleeia propinqua Harmer, 1925 †
- Barleeia rubrooperculata (Castellanos & Fernández, 1972)
- Barleeia sanjuanensis Bartsch, 1920
- Barleeia seminulum (Monterosato, 1877)
- Barleeia simplex (E. A. Smith, 1875)
- Barleeia smithi Bartsch, 1915
- Barleeia subtenuis Carpenter, 1864
- Barleeia tincta Guppy, 1895
- Barleeia tomensis Gofas, 1995
- Barleeia translucens Rolán & Gori, 2014
- Barleeia trifasciata Habe, 1960
- Barleeia tropica Thiele, 1925
- Barleeia unifasciata (Montagu, 1803)
- Barleeia verdensis Gofas, 1995

## Étymologie
Le nom du genre Barleeia a été choisi en l'honneur de Mr. Barlee qui aurait fourni plusieurs spécimens à l'auteur.

## Publication originale
- (en) William Clark, « On the Rissoa rubra », Annals and Magazine of Natural History, Londres, Taylor & Francis, vol. 12, no 68,‎ 26 juin 1853, p. 107–110 (ISSN 0374-5481, OCLC 1481361, DOI 10.1080/03745485709496280, lire en ligne).